# 蓋瑞·葛瑞茲比
蓋瑞·葛瑞茲比（英語：Gary Grigsby）是美国电脑战争游戏设计师、程序师。媒体1997年称其为「PC策略战争游戏之父开创者之一」。《电脑游戏杂志》后称，「如同席德·梅爾、威爾·萊特、約翰·卡馬克在各自领域那样，他在自己的电脑游戏细分领域亦属知名」。